# Dendropanax langbianensis
Dendropanax langbianensis är en araliaväxtart som beskrevs av C.B.Shang. Dendropanax langbianensis ingår i släktet Dendropanax och familjen Araliaceae. Inga underarter finns listade.